# Troisième circonscription électorale de la province d'Ankara
La troisième circonscription électorale d'Ankara correspond à un groupement de 6 districts au nord-ouest de la province du même nom et envoie 12 députés à la Grande Assemblée nationale de Turquie. Elle a été créée lors du redécoupage électoral de 2018.

## Composition
La deuxième circonscription d'Ankara est divisée en 6 districts (ilçe). Chaque district est composé d'un chef-lieu et de municipalités (communes et villages).

## Résultats électoraux

### Élections législatives de 2018
| Partis                   | Partis                                        | Voix      | %     | Sièges | Élus                                                                    |  |
| ------------------------ | --------------------------------------------- | --------- | ----- | ------ | ----------------------------------------------------------------------- |  |
|                          | Parti de la justice et du développement (AKP) | 494 955   | 41,08 | 5      | Naci Bostancı, Asuman Erdoğan, Nevzat Ceylan, Barış Aydın et Hacı Turan |  |
|                          | Parti républicain du peuple (CHP)             | 286 991   | 23,82 | 3      | Ahmet Haluk Koç, Nihat Yeşil et Servet Ünsal                            |  |
|                          | Parti d'action nationaliste (MHP)             | 168 827   | 14,01 | 2      | Yaşar Yıldırım et Erkan Haberal                                         |  |
|                          | Le Bon Parti (İYİ)                            | 160 862   | 13,35 | 2      | Durmuş Yılmaz et Ayhan Altıntaş                                         |  |
|                          | Parti démocratique des peuples (HDP)          | 69 942    | 5,81  | 0      |                                                                         |  |
|                          | Parti de la félicité (SP)                     | 19 101    | 1,59  | 0      |                                                                         |  |
|                          | Parti patriote (VATAN)                        | 2 331     | 0,19  | 0      |                                                                         |  |
|                          | Parti de la cause libre (HÜDA PAR)            | 1 370     | 0,11  | 0      |                                                                         |  |
|                          | Indépendants (Ind.)                           | 469       | 0,04  | 0      |                                                                         |  |
|                          |                                               |           |       |        |                                                                         |  |
| Total                    | Total                                         | 1 204 848 | 100   | 12     | -                                                                       |  |
| Inscrits / participation | Inscrits / participation                      | 1 322 490 | 89,65 |        |                                                                         |  |

### Élections législatives de 2023
| Partis                   | Partis                                        | Voix      | %     | Sièges | +/-           | Élus                                                                            |
| ------------------------ | --------------------------------------------- | --------- | ----- | ------ | ------------- | ------------------------------------------------------------------------------- |
|                          | Parti de la justice et du développement (AKP) | 444 093   | 32,25 | 5      |               | Fuat Oktay, Leyla Şahin Usta, Ömer İleri, Asuman Erdoğan et Ahmet Fethan Baykoç |
|                          | Parti républicain du peuple (CHP)             | 383 304   | 27,83 | 4      | 1             | Tekin Bingöl, Umut Akdoğan, Mesut Doğan et Aylin Yaman                          |
|                          | Le Bon Parti (İYİ)                            | 189 824   | 13,78 | 2      | en stagnation | Yüksel Arslan et Kürşad Zorlu                                                   |
|                          | Parti d'action nationaliste (MHP)             | 148 835   | 10,81 | 1      | 1             | Yaşar Yıldırım                                                                  |
|                          | Parti de la victoire (ZP)                     | 49 716    | 3,61  | 0      | Nv.           |                                                                                 |
|                          | Nouveau parti de la prospérité (YRP)          | 37 496    | 2,72  | 0      | Nv.           |                                                                                 |
|                          | Parti de la gauche verte (YSP)                | 37 404    | 2,72  | 0      | en stagnation |                                                                                 |
|                          | Parti des travailleurs de Turquie (TIP)       | 34 023    | 2,47  | 0      | en stagnation |                                                                                 |
|                          | Parti de la grande unité (BBP)                | 21 483    | 1,56  | 0      | en stagnation |                                                                                 |
|                          | Parti de la patrie (M)                        | 14 601    | 1,06  | 0      | Nv.           |                                                                                 |
|                          | Parti de la justice (AP)                      | 3 274     | 0,24  | 0      | Nv.           |                                                                                 |
|                          | Parti jeune (GP)                              | 2 566     | 0,19  | 0      | en stagnation |                                                                                 |
|                          | Parti de la mère patrie (ANAP)                | 1 817     | 0,13  | 0      | en stagnation |                                                                                 |
|                          | Parti de la nation (MP)                       | 1 361     | 0,10  | 0      | en stagnation |                                                                                 |
|                          | Parti communiste de Turquie (TKP)             | 1 305     | 0,09  | 0      | en stagnation |                                                                                 |
|                          | Parti de la justice et de l'unité (AB)        | 1 123     | 0,08  | 0      | Nv.           |                                                                                 |
|                          | Parti patriote (VATAN)                        | 1 010     | 0,07  | 0      | en stagnation |                                                                                 |
|                          | Parti de gauche (SOL)                         | 895       | 0,06  | 0      | en stagnation |                                                                                 |
|                          | Parti de l'union du pouvoir (GBP)             | 700       | 0,05  | 0      | Nv.           |                                                                                 |
|                          | Parti de la route nationale (MYP)             | 642       | 0,05  | 0      | Nv.           |                                                                                 |
|                          | Parti des droits et libertés (HAK)            | 453       | 0,03  | 0      | en stagnation |                                                                                 |
|                          | Parti de libération du peuple (HKP)           | 409       | 0,03  | 0      | en stagnation |                                                                                 |
|                          | Mouvement communiste (TKH)                    | 301       | 0,02  | 0      | Nv.           |                                                                                 |
|                          | Parti de l'innovation (YP)                    | 200       | 0,01  | 0      | Nv.           |                                                                                 |
|                          | Indépendants (Ind.)                           | 229       | 0,02  | 0      | en stagnation |                                                                                 |
|                          |                                               |           |       |        |               |                                                                                 |
| Total                    | Total                                         | 1 377 064 | 100   | 12     | en stagnation | -                                                                               |
| Inscrits / participation | Inscrits / participation                      | 1 472 922 | 91,89 |        |               |                                                                                 |